# Karl-Josef Pazzini
Karl-Josef Pazzini  (* 19. August 1950 in Krauthausen) 
ist ein deutscher Psychoanalytiker. Er war von 1993 bis 2014 Professor für Bildende Kunst und Bildungstheorie an der Universität Hamburg. Zu seinen Forschungsthemen gehören: Bildung vor Bildern, Psychoanalyse & Lehren, Kindliche Unschuld, Schuld sowie das Konzept der Übertragung.

## Leben
Pazzini studierte Philosophie, Theologie, Erziehungswissenschaft, Mathematik und Kunstpädagogik. Danach war er als Grund- und Hauptschullehrer tätig. Er absolvierte eine psychoanalytische, gruppendynamische und gruppentherapeutische Ausbildung. Seit 1980 führt er als Psychoanalytiker eine eigene Praxis. Später war er als Hochschulassistent an den Universitäten Münster und Hamburg tätig. Er wurde 1982 promoviert und 1989 zum Thema Bilder und Bildung habilitiert. Im Jahr darauf übernahm er eine Vertretungsprofessur für Freie Malerei am Fachbereich Kunst der Gesamthochschule Kassel. Er war Privatdozent an der Universität Hamburg und Lehrbeauftragter an der Universität Wien. 1991 folgte er als ordentlicher Professor dem Ruf auf den Lehrstuhl für Ästhetische Bildung nach Lüneburg. Von 1993 bis 2014 war er Professor für Erziehungswissenschaft unter besonderer Berücksichtigung der ästhetischen Erziehung Schwerpunkt Didaktik der Bildenden Kunst am Fachbereich Erziehungswissenschaft der Universität Hamburg. Zu seinem Fachgebiet gehörte die Kunsterziehung und -kritik, mit dem Schwerpunkt Bildende Kunst in der gymnasialen Oberstufe. Er ist Sprecher der Sozietät Bildende Kunst.
Pazzini ist Gründungsmitglied der Assoziation für die Freudsche Psychoanalyse, des Psychoanalytischen Kollegs, der Hamburger Forschungsgruppe für Psychoanalyse, des Jüdischen Salons im Grindel, der Wissenschaftlichen Assoziation: Kunst – Medien – Bildung und der Psychoanalytischen Bibliothek Berlin. Er ist seit 2018 Mitherausgeber der psychoanalytischen Zeitschrift RISS.
Pazzini veröffentlichte Bücher, Beiträge in Sammelwerken und Zeitungsaufsätze über Themengebiete wie Alltagsästhetik, Sinnlichkeit, Psychoanalyse und Pädagogik. Er arbeitet als Psychoanalytiker in Berlin und Hamburg.

## Schriften (Auswahl)
- Die gegenständliche Umwelt als Erziehungsmoment: zur Funktion alltäglicher Gebrauchsgegenstände in Erziehung und Sozialisation. Beltz, Weinheim 1983, ISBN 3-407-58192-0.
- Bilder und Bildung. Vom Bild zum Abbild bis zum Wiederauftauchen der Bilder. LIT Verlag, Münster-Hamburg 1992, ISBN 3-89473-097-8.
- (Hrsg.) Wenn Eros Kreide frißt. Anmerkungen zu einem fast vergessenen Thema der Erziehungswissenschaft. Klartext Vlg. Darin: Einleitungstext und Anmerkungen zu einem fast vergessenen Thema in der Erziehungswissenschaft: Eros, Essen 1992, ISBN 3-88474-003-2, S. 9–44.
- Das Phantasma durchqueren. Slavoj Zizek im Gespräch mit Karl-Josef Pazzini und Erik Porath. In: Spuren 43, Dez. 93, S. 54–56.
- Sammlung Krystufek. In: Martin Sturm, Tholen, Georg-Christoph, Rainer Zendron: Phantasma und Phantome. Gestalten des Unheimlichen in der Kunst und Psychoanalyse. Offenes Kulturhaus, Residenz Verlag, Linz, Wien 1995, ISBN 3-85307-005-1, S. 268–269.
- Kulturelle Bildung im Medienzeitalter. BLK, Bonn 1999, ISBN 3-9806547-7-X.
- Die Toten bilden. Turia & Kant, Wien 2003, ISBN 3-85132-229-0.
- Lehren als Moment im Bildungsprozess. In: Hans-Christoph Koller, Winfried Marotzki, Olaf Sanders: Bildungsprozesse und Fremdheitserfahrung. Bielefeld (Transcript) 2007, ISBN 978-3-89942-588-8.
- (Hrsg.) Lehren bildet? Vom Rätsel unserer Lehranstalten. Transcript, Bielefeld 2010, ISBN 978-3-8376-1176-2
- (Hrsg.) Einführungen in die Psychoanalyse.
  - 1. Einfühlen, Unbewusstes, Symptom, Hysterie, Sexualität, Übertragung, Perversion. Transcript, Bielefeld 2005, ISBN 3-89942-348-8.
  - 2. Setting, Traumdeutung, Sublimierung, Angst, Lehren, Norm, Wirksamkeit. Transcript, Bielefeld 2006, ISBN 3-89942-391-7.
- Sehnsucht der Berührung und Aggressivität des Blicks. Kunstpädagogische Positionen, Heft 24, 2012, ISBN 978-3-943694-02-4 (online; PDF; 1,9 MB).
- Das Bild als Deponie und Falle für Einbildungen. In: Schuhmacher-Chilla, Doris, Kania, Elke (Hrsg.): Image und Imagination. Athena Verlag, Oberhausen, 2011, S. 43–57, ISBN 978-3-89896-442-5